# Geridixis minx
Geridixis minx là một loài bướm đêm thuộc phân họ Arctiinae, họ Erebidae.